# Ivan Ivanovitch Betskoï

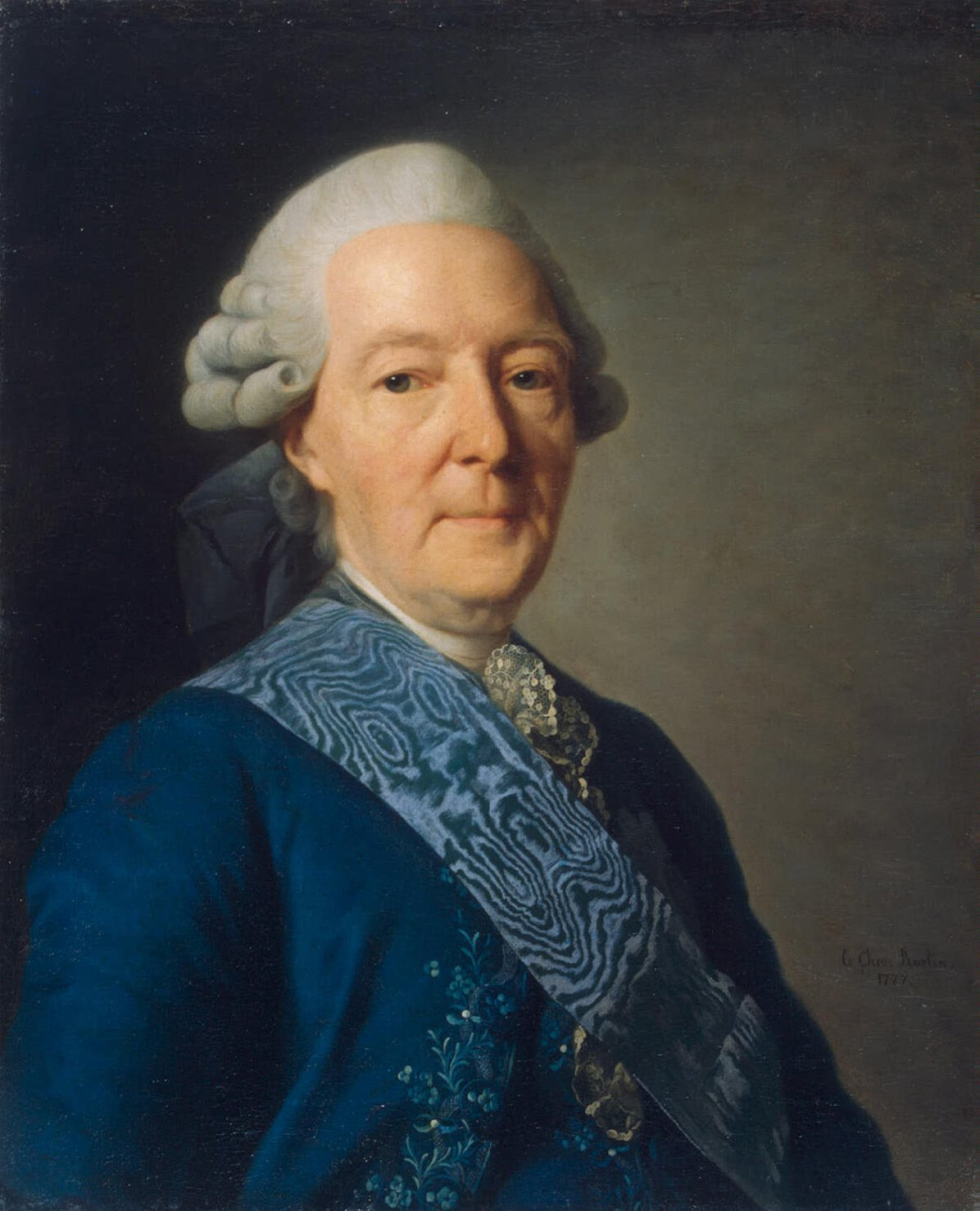
Portrait d'Ivan Ivanovitch Betskoï par Alexander Roslin (1777), Musée de l'Ermitage (Saint-Pétersbourg).

Ivan Ivanovitch Betskoï (en russe : Ива́н Ива́нович Бе́цкой) est un général, diplomate russe et conseiller de Catherine II, né le 3 février 1704 et mort le 11 septembre 1795.
Il préside l'Académie impériale des arts de 1764 à 1794. Il est en particulier connu pour sa réforme de l'éducation en Russie.

## Œuvres
- Les plans et les statuts des différents établissements ordonnés par Sa Majesté Impériale Catherine II, pour l'éducation de la jeunesse et l'utilité générale de Son Empire, édité par Denis Diderot[1], traduit en langue françoise par M. Clerc, A Amsterdam, chez Marc-Michel Rey, MDCCLXXV [1775], 2 tomes, front. gravé, pl. et fig. (BNF 30100811). Traduction de l'ouvrage publié en russe à Saint-Pétersbourg en 1774 (BNF 42228278).